# Bitbucket Server
Bitbucket Server (früher bekannt als Stash) ist eine Software zur Verwaltung von Git-Repositorys des australischen Unternehmens Atlassian. Es handelt sich um eine webbasierte Anwendung, die in Java geschrieben wurde. 

## Funktionalität
Bitbucket Server wird über eine Weboberfläche bedient. Auf der Einstiegsseite werden alle Projekte angezeigt, auf die der angemeldete Benutzer Zugriff hat. Auf der Projektseite werden die zum Projekt gehörigen Repositorys aufgelistet. Ein Repository ist ein Projektarchiv, das zusammengehörige Dateien in Form einer Verzeichnisstruktur zusammenfasst. Für ein Repository kann man alle Entwicklungszweige (Branches) sowie sämtliche Änderungen an Programmdateien, Pull Requests und die Berechtigungen der einzelnen Benutzer einsehen. Über die Weboberfläche lassen sich auch Branches mergen. Dabei werden zwei Branches wieder zu einer Entwicklungslinie zusammengeführt. Außerdem kann man neue Branches und Pull Requests erstellen. Bei einem Pull Request handelt es sich um eine Anfrage, Änderungen am Quellcode aus einem Branch zu überprüfen und in einen anderen Entwicklungszweig zu mergen. Bitbucket Server ermöglicht eine automatische Benachrichtigung per E-Mail über Pull Requests. So werden zum Beispiel die beteiligten Prüfer über neue Pull Requests informiert. Außerdem wird demjenigen, der den Pull Request gestellt hat, mitgeteilt, ob die Anfrage genehmigt oder abgelehnt wurde.
Bitbucket Server verfügt über eine detaillierte Vergabe von Berechtigungen. Dabei wird zwischen Lese-, Schreib- und Administratorrechten unterschieden, die einzelnen Benutzern oder Gruppen von Benutzern zugeordnet werden können. Dies kann auf Projekt-, auf Repository- und auch auf Branch-Ebene geschehen.
Die Funktionalität von Bitbucket Server kann mit Add-ons erweitert werden. Diese werden von Atlassian angeboten und es gibt die Möglichkeit, selbst neue Plug-ins zu erstellen.
Eine Eigenschaft von Atlassian-Produkten ist, dass sie sich miteinander integrieren lassen. Dies ist auch bei Bitbucket Server der Fall. Eine Möglichkeit ist die Integration mit JIRA. Auf der Seite eines JIRA-Eintrages werden die dazugehörigen Branches, Commits und Pull Requests aus Bitbucket Server angezeigt. Außerdem können von dort aus auch neue Branches erstellt werden. Umgekehrt werden auch in Bitbucket Server jeweils die entsprechenden JIRA-Tickets angezeigt. Außerdem kann der Chat-Service HipChat zur Benachrichtigung von Entwicklern und Crowd für das Benutzer- und Gruppen-Management sowie zur Authentifizierung von Benutzern eingesetzt werden. Repositorys und Branches aus Bitbucket Server können in den CI-Server Bamboo eingebunden werden. Dadurch wird in Bitbucket Server zu den Commits und den Branches das letzte Build-Ergebnis angezeigt. Zudem können in SourceTree Bitbucket Server-Repositorys geklont werden.

## Lizenz
Bitbucket Server steht unter einer proprietären Lizenz und ist für Unternehmen und akademische Einrichtungen kostenpflichtig. Dennoch ist die Software für Open-Source-Projekte, Non-Profit-Organisationen und Schulklassen kostenlos. Darüber hinaus ist eine kostenlose Testlizenz erhältlich.
Der Preis der Lizenz ist abhängig von der Anzahl an Benutzern, die maximal angelegt werden können. Es gibt eine Start-Lizenz für bis zu zehn Benutzer und die Kosten steigen dann für bis zu 2000 Benutzer.

## Kunden
Bitbucket Server wird in zahlreichen Organisationen und Unternehmen unterschiedlicher Branchen in mehreren Ländern weltweit eingesetzt. Zu den Kunden gehören beispielsweise Adobe, AMD, die Apache Software Foundation, BNP Paribas, eBay, Fujitsu, McAfee, Mitsubishi, die NASA, Netflix, die NFL, Nokia und Oracle. Aber auch in Deutschland wird die Software z. B. von BMW, der Deutschen Bank, PUMA und Siemens verwendet.

## Umbenennung
Seit dem 22. September 2015 wurde aus Gründen der Übersichtlichkeit im Portfolio des Anbieters ein Wechsel des Markennamens durchgeführt. Hierbei wurde das ehemalige Stash unter dem Markennamen Bitbucket Server vertrieben. Damit legt das Unternehmen die Cloud-basierte Lösung Bitbucket mit der hier beschriebenen selbst-gehosteten Lösung unter einer Marke zusammen.